# Qāzānlū
Qāzānlū (persiska: قازانلو) är en ort i Iran.   Den ligger i provinsen Västazarbaijan, i den nordvästra delen av landet, 500 km väster om huvudstaden Teheran. Qāzānlū ligger 1 325 meter över havet och antalet invånare är 848.
Terrängen runt Qāzānlū är kuperad österut, men västerut är den platt. Qāzānlū ligger nere i en dal.Runt Qāzānlū är det ganska glesbefolkat, med 47 invånare per kvadratkilometer. Närmaste större samhälle är باروق, 19,0 km norr om Qāzānlū. Trakten runt Qāzānlū består till största delen av jordbruksmark.